# Акантит
Акантит (енгл. Acanthite, фр. Acanthite) спада у сулфидне минерале (Ag2S) и то је један од две полиморфне модификације. Друга је аргентит, а прелазак из једне у другу се одвија на температури од 179 °C.